# Gerontologia Polska
Gerontologia Polska – oficjalny kwartalnik Polskiego Towarzystwa Gerontologicznego wydawany przez Wydawnictwo Via Medica. Redaktorem naczelnym jest prof. Tomasz Grodzicki. Zastępcą redaktora naczelnego jest dr med. Barbara Gryglewska.
W skład rady naukowej wchodzą samodzielni pracownicy naukowi z tytułem profesora lub doktora habilitowanego z Polski oraz z zagranicy. Artykuły ukazują się w wersji dwujęzycznej (polskiej i angielskiej). 

## Działy
- prace oryginalne (gerontologia kliniczna i społeczna)
- prace poglądowe (gerontologia kliniczna i społeczna)
- opracowania artykułów/doniesienia kliniczne
- opisy przypadków

## Indeksacja
- Index Copernicus (IC)

Współczynniki cytowań:
- Index Copernicus (2009): 4,60[1]

Na liście czasopism punktowanych przez polskie Ministerstwo Nauki znajduje się w części B z dziewięcioma punktami.